# Mieńki (obwód miński)
Mieńki (biał. Мянькі, Miańki; ros. Меньки, Mieńki) – wieś na Białorusi, w obwodzie mińskim, w rejonie dzierżyńskim, w sielsowiecie Putczyna.

## Historia
W XIX i w początkach XX w. położone były w Rosji, w guberni mińskiej, w powiecie mińskim.
W dwudziestoleciu międzywojennym leżały w Polsce, w województwie nowogródzkim, w powiecie wołożyńskim, w gminie Wołma. W 1921 miejscowość liczyła 63 mieszkańców, zamieszkałych w 14 budynkach, wyłącznie Polaków. 61 mieszkańców było wyznania rzymskokatolickiego i 2 mojżeszowego.
Po II wojnie światowej w granicach Związku Sowieckiego. Od 1991 w niepodległej Białorusi.